# テディーボーイ・ブルース
『テディーボーイ・ブルース』 (英：Teddy Boy Blues) は、1985年5月にセガ・エンタープライゼスから発売されたアーケードゲーム専用のアクションゲーム。基板はセガ・システム1。
アイドル歌手・石野陽子（現：いしのようこ）のデビューシングルとのコラボレーションにより製作された。実在の著名人がタイアップ・出演をした最初期のビデオゲームである。
後に複数の家庭用ゲーム機に移植された。なお本項では、家庭用ゲーム機への移植版、元となった石野陽子の同名デビュー曲についても記述する。

## ゲーム内容
操作系統は8方向レバー＋2ボタン。メインステージは一周43面で構成され、クリア後は1面に戻りループする。ラウンド数自体は周回後も追加されて行くため、二周目の1面は44面という扱いになる。
各面にはそれぞれ決まった数の怪物がおり、全ての怪物を倒すとクリアとなる。怪物は弾に当たると無力化し、その状態の敵に触れる事で消滅する。
無力化する前の敵に触れるとミスとなるほか、一面ごとに制限時間があり、時間切れになってもミスとなる。
これら通常面の他に、二種類のボーナスステージが用意されている。
ゲーム中には石野陽子の同名曲がBGMとして使用されているほか、オープニングには石野のコンサートを描いたデモが入る。

## ストーリー
憧れのヨーコがコンサートで歌う「テディーボーイ・ブルース」をバックに、一丁のマシンガン「ミクロ銃」を手にした主人公テディーボーイが、怪物「ひょうきん軍団」を退治するため彼らの住む不思議の迷路に入り込んで行く。

## 登場キャラクター
テディーボーイ
銃の名手で、怪物を縮小化する特殊なマシンガン「ミクロ銃」を持つ勇敢な少年。
ヨーコちゃん
アイドル歌手の石野陽子。デビュー曲「テディーボーイ・ブルース」を歌い、テディーボーイを応援する。

## 敵キャラクター
アオ・マスカラス
迷宮内を彷徨う青いマスクの怪人。移動手段は左右への歩行とジャンプ。
ダルマン
常に複数体で移動するダルマ型の怪物。跳ねて移動し、二体目以降は一体目の動きをトレースし追従する。
オシシ
シシマイ型の怪物。迷宮内を自由に浮遊し、素早く移動する。ただし、障害物を通り抜ける事はできない。
のったり
迷宮内を低速で移動する軟体怪物。他キャラと違い銃弾を撃ち込んでも一撃では倒せず、無力化するには弾を8発連続で当てる必要がある。
でんでん
カタツムリ型のモンスターで、床、壁を這い自由に移動する。殻に閉じこもっている間は移動は出来ないが無敵であり、殻から頭を出した所を攻撃しなければ倒す事ができない。
イモリン
芋虫型の怪物。動きはでんでんと似ており、床や壁を這い自由に移動する。テディーボーイが下を通ると落下してくる。
ピョーン
ノミ型のモンスターで、ダルマンと同じように常に複数体で行動する。ダルマンが短いテンポでせわしなく動き続けるのに対し、ピョーンは一度にかなり長い距離を跳んで移動する。
目玉虫
無力化した敵を一定時間放置すると、目玉虫に変化する。敵味方双方に対し当たり判定を一切持たず、一定距離を移動した後に制限時間タイマーから残り時間を食い取ってしまう。

## ステージ
画面端が存在せず、上下左右にループする迷路が舞台となる。各面には下記のオブジェクトが配置されている。
崩れる壁
迷路を構成する床と壁。自キャラが一カ所に留まり続けると炎上して崩れてしまう性質を持っている。これを利用する事で、通常では行けない場所への入り口を作ったり、ショートカットに活用する事もできる。
壊せるブロック
ガラスのような見た目の壁で、二発弾を当てると壊れる。また「崩れる壁」と同じ性質をもっており、一定時間ブロックの上に留まる事で炎上させる事もできる。
サイコロ
怪物のすみかであり、サイコロの目の数が中に居る怪物の数を表している。中から怪物が一体登場するごとに目の数が減り、全ての怪物が出尽くすと消滅する。

### ボーナスゲーム
通常ステージの合間に挟まれる特殊ステージ。下記の二種類から選択できる。初回は2面クリア後に入り、その後4面クリアごとに実施される。各ボーナスゲームの選択は、初回ボーナスゲームの始めでのみ選択でき、以降のボーナスゲームは、初回で選択したボーナスゲームが自動的に始まる。
射的
テディーボーイを操作する3D視点の的当てゲーム。空撃ちせず的を連続して射抜く事で、200点、400点・・・と得点が増えていき、最大で一つの的につき2000点が獲得できる。的には同時期に稼働していたセガのアーケードゲームから、フリッキーとペンゴがカメオ出演している。
宝探し
ヨーコちゃんを操作して部屋の中を探索し、隠された宝を見つけていく。制限時間内に見つけた宝の数に応じてボーナス点を獲得できる。ゲーム前には部屋の扉が表示される演出が入る。

## 移植版

### マーク3版
アーケードからのアレンジ移植でローンチタイトルの1つとして発売された。
オープニングの石野のコンサートデモがカットされ、ボーナスゲームもオリジナルのものに差し替えられたため、ゲーム本編ではBGM以外での石野の出番が無くなったが、取扱説明書内のキャラクター紹介には登場しており、迷路への恐怖からゲーム内には登場していないが、歌でテディーボーイを応援しているという設定が加えられた。
メインステージは一周全50面＋ボーナスステージ1種で構成されている。ボーナスゲームは、上下左右にループする迷路の中にあるサイコロを銃で撃ち（ただし連射は不可能）、中のアイテムを獲得していくというもの。アイテムの他に、罠としてでんでん、目玉虫が潜んでおり、基本面と同様にでんでんに当たるとミスとなり、目玉虫は残り時間を食い取っていく。
その他、基本面のルール、登場キャラクター、キャラクターデザイン、ストーリー、音楽はアーケード版を踏襲している。

### メガドライブ・メガCD版
マーク3版をベースとしたマイナーチェンジ版であり、メガドライブ版はダウンロード専用タイトルとして配信、メガCD版は音楽CDとしてレコード店を中心に販売された。
タイトルの正式な日本語表記が「テディボーイブルース」もしくは「テディ・ボーイ・ブルース」に変わった。BGMもオリジナルの楽曲に差し替えられ、石野に関わる演出も削られたほか、ストーリーにもアイドルの石野陽子は登場しない。実質的に石野の楽曲「テディーボーイ・ブルース」と切り離された内容となっている。
ステージ数は一周全30面で構成され、5面ごとにボーナスステージが入る。ボーナスステージではようこちゃんを操作し、宝箱を開け、ボーナスアイテムを見つける。また、ゲーム開始前とゲームを一周完走した際にはストーリーロールが表示され、物語に一応の完結が与えられるようになった。

#### ストーリー
毎夜子供達が眠った後、月の光の力で命を得たおもちゃ達は、いつまでも一緒に遊べるおもちゃの国に子供を誘い出そうとする。でも、そこに行くと子供はいつまでも成長できなくなってしまう。そのため、子供達が一番大切にしているお気に入りのおもちゃは、子供がおもちゃ達の国に連れて行かれないよう毎晩他のおもちゃから持ち主の子供を守っている。
ようこちゃんもまた、毎晩おもちゃの国へと連れ去られようとしていた。そこで、ようこちゃんの一番のお気に入りの縫いぐるみ「テディ・ベア」は、月の光の力によりテディ・ボーイへと変身し、今日もようこちゃんの成長を見守りながら他のおもちゃと戦っている。

#### 登場キャラクター
テディ・ボーイ
ようこちゃんが最も大切にしている熊のぬいぐるみ「テディ・ベア」が月の光の力で男の子に変身した姿。毎晩命をかけてようこちゃんを守っている。
ようこちゃん
テディ・ベアの持ち主の少女。ボーナスゲームでは彼女を操作する事になるが、それはボーナスステージが「彼女の見ている夢」という設定のためである。

#### 敵キャラクター
ようこちゃんを起こし、おもちゃの国へ連れて行こうとするおもちゃ達。目覚まし時計のベル音と供に登場し、テディ・ボーイの銃に撃たれると本来の姿に戻る。
タッタ
鉛の兵隊のおもちゃ。オリジナル版におけるアオ・マスカラス。
ポーン
紙風船のおもちゃ。オリジナル版におけるダルマン。
ワウワウ
かぼちゃのおばけ。オリジナル版におけるオシシ。
ガーガ
ゼンマイ仕掛けの恐竜。オリジナル版におけるのったり。
デンデン
かたつむりのおもちゃ。オリジナル版におけるでんでん。
ピチャ
スライムのおもちゃ。オリジナル版におけるイモリン。
ケロ
かえるのおもちゃ。オリジナル版におけるピョーン。
メダマ虫
元の姿に戻ったおもちゃが変身するおじゃま虫。オリジナル版における目玉虫。

#### ステージ
基本はマーク3版までと変わらないが、「壊せるブロック」の破壊に必要な弾数が3発になっている。
設定の変更により舞台はようこちゃんの部屋となり、目覚まし時計からおもちゃ達が現れる。一か所に留まり続けるとオリジナル版同様壁が炎上し消えるが、それは捨てられたおもちゃ達の魂がいたずらをしているためという設定が加えられた。
ボーナスゲーム
マーク3版をベースとしているが、設定や細かなルール、出現するアイテムが変更されている。プレイヤーは「ようこちゃん」を操作し、制限時間内に宝箱からアイテムを手に入れていく。

#### BGM
メガドライブのゲーム図書館／セガチャンネル版、メガCDのゲームのかんづめ版にはオリジナルの新規楽曲が使用されている。
B.B.クィーンズによるアルバム作品としてリリースされた「SING!!」収録版においては、グラフィック、設定こそメガドライブ版と変わりはないが、オプションによるBGM選択機能が追加された。
選択可能な楽曲は、過去にメガドライブとメガCDから発売されたゲームのBGMに英詞を付けたボーカルアレンジ曲が全部で8曲用意されている。
曲名、元となったゲームタイトルは下記の通り。
- FUNKY BROTHERS（メガドライブ版 テディボーイブルース）
- CRAZY CRAZY（クイズ スクランブル スペシャル）
- AFTER TONIGHT（アウトラン）
- DANGEROUSE HEART（アーネスト エバンス）
- STRENGTH FOR THE JOURNEY（天下布武）
- SPEED OF LOVE（スーパーモナコGP2）
- BURNIN' LOVE（アフターバーナー）
- (I Fight) FIRE WITH FIRE（ゴールデンアックスII）

このうち、FUNKY BROTHERSがタイトル画面、CRAZY CRAZYがボーナスステージ、AFTER TONIGHTがスタッフロールおよびネームエントリー画面のBGMとしても使用されている。

## 海外版

### 概要
海外においては北米、欧州、南米にてマスターシステム版が発売された。
日本国内版の大きな特徴であった石野とのタイアップが不可能であった海外版では、ローカライズの際いくつかの変更が加えられた。
タイトルが「Teddy Boy」へと変更され、BGMがオリジナル曲へと差し替えられているほか、設定をはじめ、マニュアルやパッケージからも「ヨーコ（石野）」に関わる一切の記述が削られた。
ゲーム自体は国内マーク3版と大きな違いが無いが、石野が登場しない関係上ストーリーが変更され、悪夢の迷宮に迷い込んだテディーボーイが、迷宮に潜むモンスターをマイクロガンで退治しながら現実世界への脱出を目指すというものとなった。
販売は、SEGA of America（北米）、SEGA Europe（欧州）、Tectoy（南米）によりそれぞれ行われ、欧州と南米では、国内のゴールドカートリッジにあたる「メガカートリッジ」版も発売された。

### Geraldinho
ブラジルでは、移植版である「Teddy Boy」の他、タイトルを「Geraldinho」へと変更し、主人公のグラフィックを現地で人気のコミック／アニメ作品「Geraldinho」のキャラクターに差し替えたバージョンが、1995年にTectoy社よりリリースされた。
ストーリーは原作コミックのドタバタなノリに合わせ、このゲームをプレイしていた主人公の少年ジェラルジーニョを、ペットであり親友の犬カチョアが突然テレビに向かって蹴飛ばしたところ、ジェラルジーニョがテレビの中に入り込んでしまい、怪物に追い回される彼をカチョアがテレビの外から操作して手助けするというものに変更されている。
また、南米ではメガカートリッジによる提供のみで、Teddy boy、Geraldinhoともセガカードの販売はされなかった。

## 石野陽子とのタイアップシングル
本作の稼働に先がけ、同年4月25日に発売されたシングル・レコード。アーケード版、マーク3版はゲーム自体が石野陽子のレコードデビューに合わせ製作された作品であり、全面的なタイアップが行われた。
石野は、70年代から80年代初頭にかけトップアイドルとして活動していた石野真子の妹としてデビュー前から既に注目を集めており、デビュー曲の作製にも力が入れられ、作詞・作曲に売野雅勇・芹沢廣明という当時のヒットメーカーコンビが起用された。
楽曲同様プロモーションにも力が入れられ、デビュー曲をゲームにしたことから、セガ直営のゲームセンターなどでは、「テディーボーイ・ブルース」のソノシートや石野をメインとしたプロモーションフライヤーが配布された。
2011年9月7日には、MEG-CDより復刻版CDが発売された。

### 収録曲
1. テディボーイ・ブルース
  - 作詞: 売野雅勇／作曲: 芹澤廣明／編曲: 若子内悦郎
2. さよならのバースデー
  - 作詞: 売野雅勇／作曲・編曲: 若子内悦郎

品番：7JAS-28（EP）、TKMG-10054（CD）